# Dromiquetes (general)
Dromiquetes (Dromichaetes, Δρομιχαίτης) fou un general de Mitridates VI Eupator. Probablement traci que fou enviat pel rei amb un exèrcit en suport d'Arquelau, que era a Grècia. L'esmenta Appià.